# تجمع غران العبد (العبر)

تعديل مصدري - تعديل

تجمع غران العبد هي إحدى قرى عزلة العبر بمديرية العبر التابعة لمحافظة حضرموت، بلغ تعداد سكانها 51 نسمة حسب تعداد اليمن لعام 2004.